# کوین اوفلاناگان
کوین اوفلاناگان (انگلیسی: Kevin O'Flanagan; ۱۰ ژوئن ۱۹۱۹ – ۲۶ مهٔ ۲۰۰۶) بازیکن فوتبال اهل جمهوری ایرلند بود.
از باشگاه‌هایی که در آن بازی کرده‌است می‌توان به باشگاه فوتبال کورینتیان کاسولس، باشگاه فوتبال آرسنال، باشگاه فوتبال بارنت، باشگاه فوتبال بوهمیان، باشگاه فوتبال برنتفورد، و تیم ملی فوتبال جمهوری ایرلند اشاره کرد.